# Voïvodie de Poméranie-Occidentale
Pour les articles homonymes, voir Poméranie (homonymie).
Ne doit pas être confondu avec Voïvodie de Poméranie, Voïvodie de Poméranie (1466–1772), Voïvodie de Poméranie (1919-1939) ou Province de Poméranie.
La voïvodie de Poméranie-Occidentale (en polonais : województwo zachodniopomorskie) est l'une des seize régions administratives de Pologne (ou voïvodies). Elle se situe dans le nord-ouest du pays, bordée au nord par la mer Baltique et à l'ouest par l'Allemagne.
Le nom de la voïvodie fait référence à la région historique de Poméranie (en polonais : Pomorze) et ne doit pas être confondu avec ce que les Allemands appellent également « Poméranie occidentale », à savoir la partie est du land de Mecklembourg-Poméranie-Occidentale.
Le chef-lieu de la voïvodie est Szczecin. Elle se divise en vingt-et-un districts (ou powiats), dont trois villes possédant des droits de district, et 114 communes.

## Histoire
La voïvodie fut créée le 1er janvier 1999 des parties des anciennes voïvodies de Gorzów, Koszalin, Piła, Słupsk et Szczecin, en vertu de la loi de 1998 réorganisant le découpage administratif du pays.

## Politique
Composition de la diétine (sejmik) de Poméranie-Occidentale à la suite des élections de 2024 :
|  |                                   | Sièges |
|  | --------------------------------- | ------ |
|  | Coalition civique                 | 15     |
|  | Droit et justice                  | 10     |
|  | Troisième voie                    | 3      |
|  | La Gauche                         | 1      |
|  | Ogólnopolska Koalicja Samorządowa | 1      |

Composition de la diétine (sejmik) à la suite des élections de 2018 :
|  |                                    | Sièges |
|  | ---------------------------------- | ------ |
|  | Coalition civique                  | 13     |
|  | Droit et justice                   | 11     |
|  | Bezpartyjni Samorządowcy           | 3      |
|  | Parti paysan polonais              | 2      |
|  | Alliance de la gauche démocratique | 1      |

## Principales villes
| ville                | population (2012) |
| -------------------- | ----------------- |
| Szczecin             | 409 211           |
| Koszalin             | 109 183           |
| Stargard Szczeciński | 69 766            |
| Kołobrzeg            | 47 103            |
| Police               | 42 167            |
| Świnoujście          | 41 457            |
| Szczecinek           | 40 731            |

## Économie
Principaux secteurs d'activité :
- économie maritime ;
- industrie chimique ;
- production d'énergie électrique ;
- industrie agro-alimentaire ;
- industrie du bois et du papier ;
- tourisme.

## Principales entreprises
- Grupa Kronospan SA, Szczecinek
- Zakłady Chemiczne Police SA, Police
- Swedwood Poland SA, Szczecin
- Zespół Elektrowni Dolna Odra SA, Nowe Czarnowo
- Stocznia Szczecińska Nowa sp. z o.o., Szczecin

## Noms de famille les plus fréquents
1. Nowak : 7 444
2. Kowalski : 6 345
3. Wiśniewski : 6 284

## Galerie

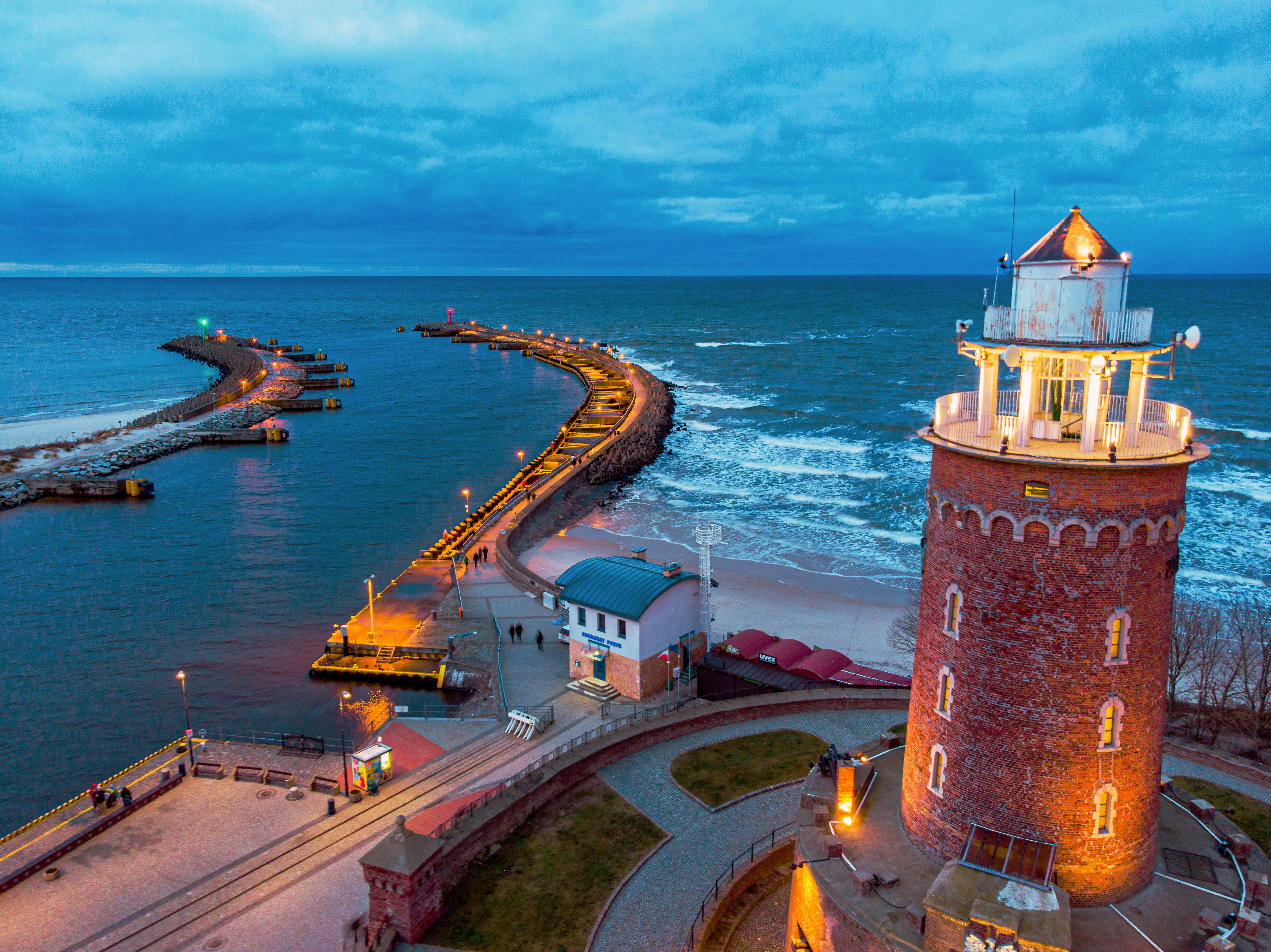
Kołobrzeg.
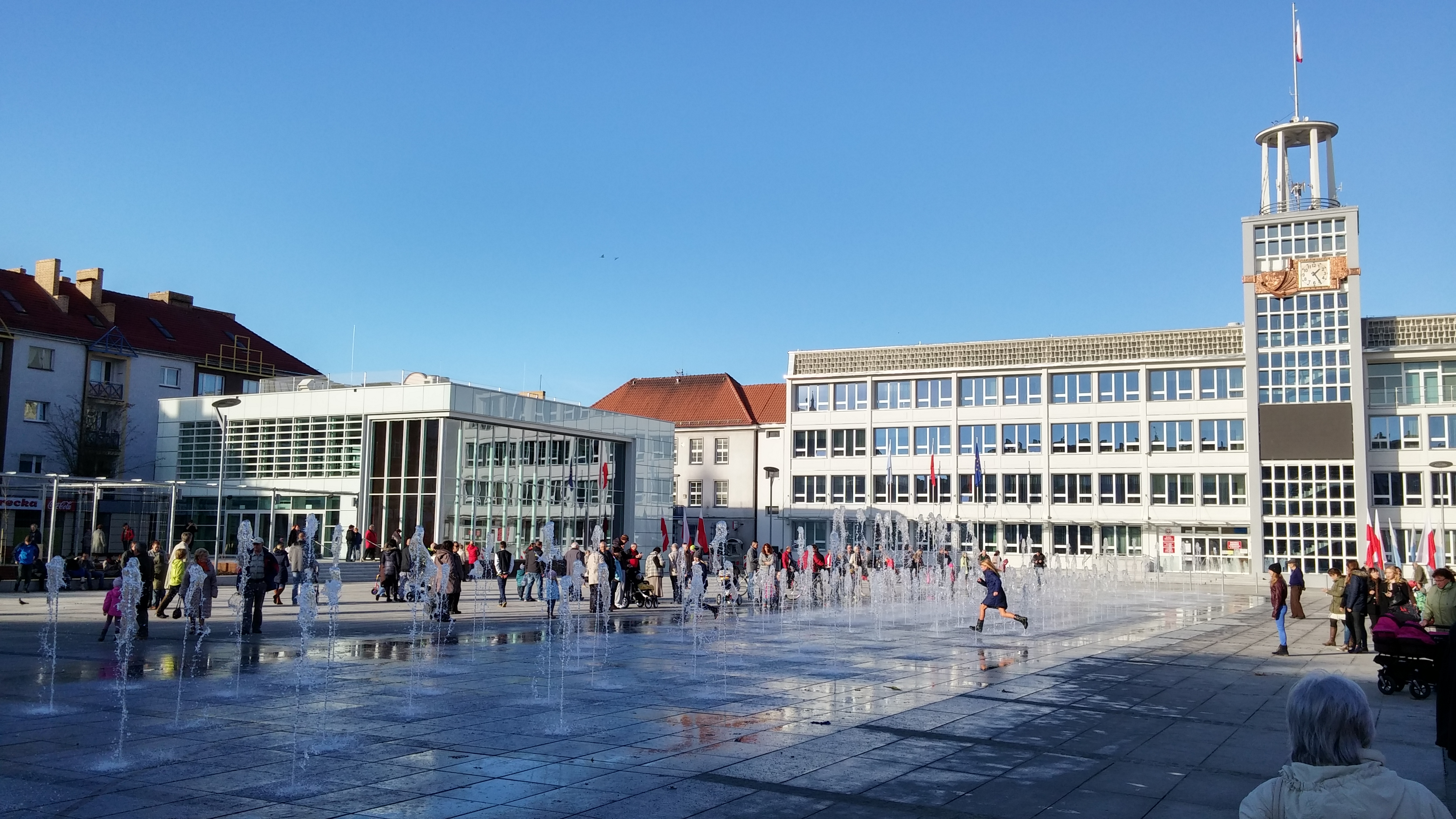
Koszalin.
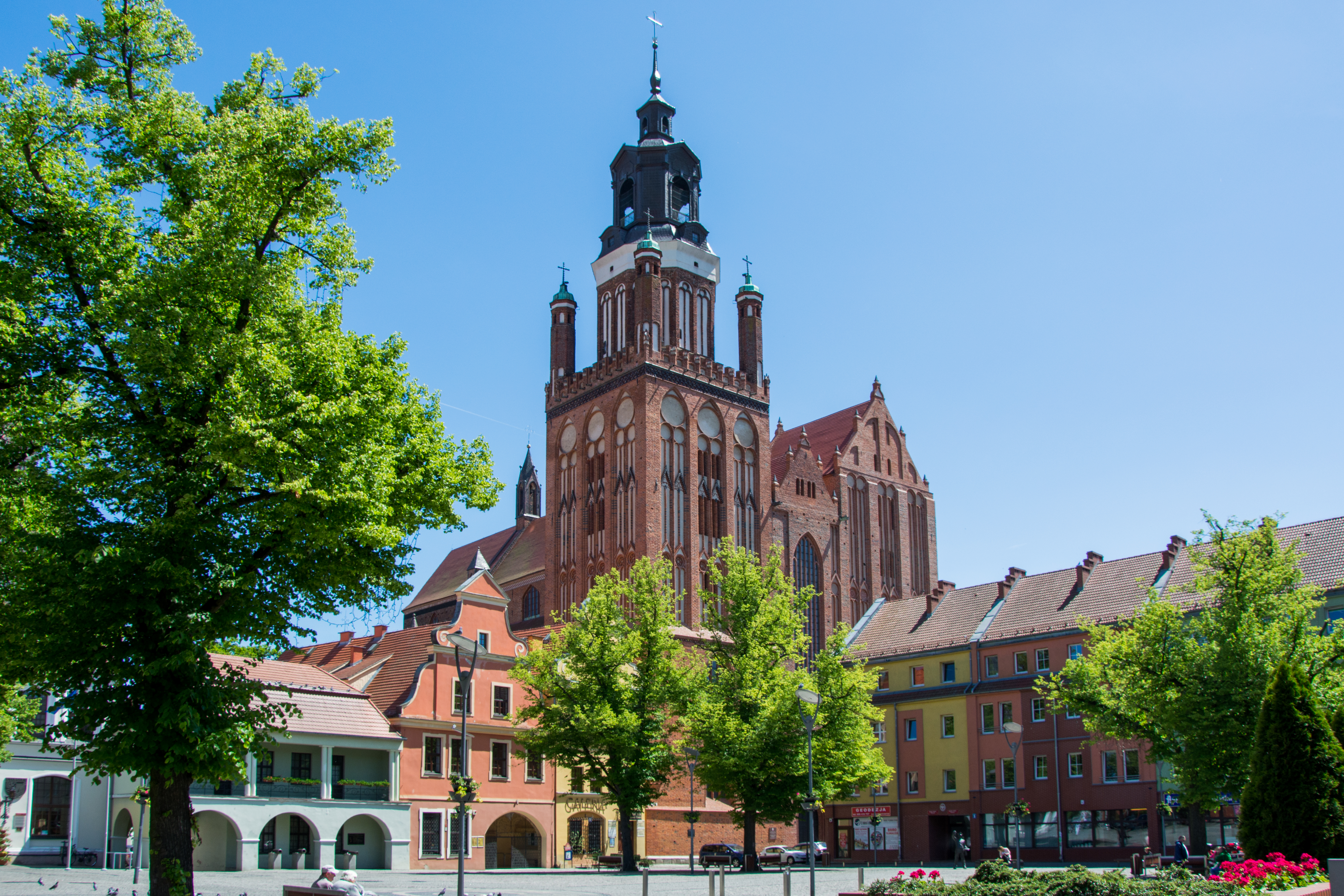
Stargard.
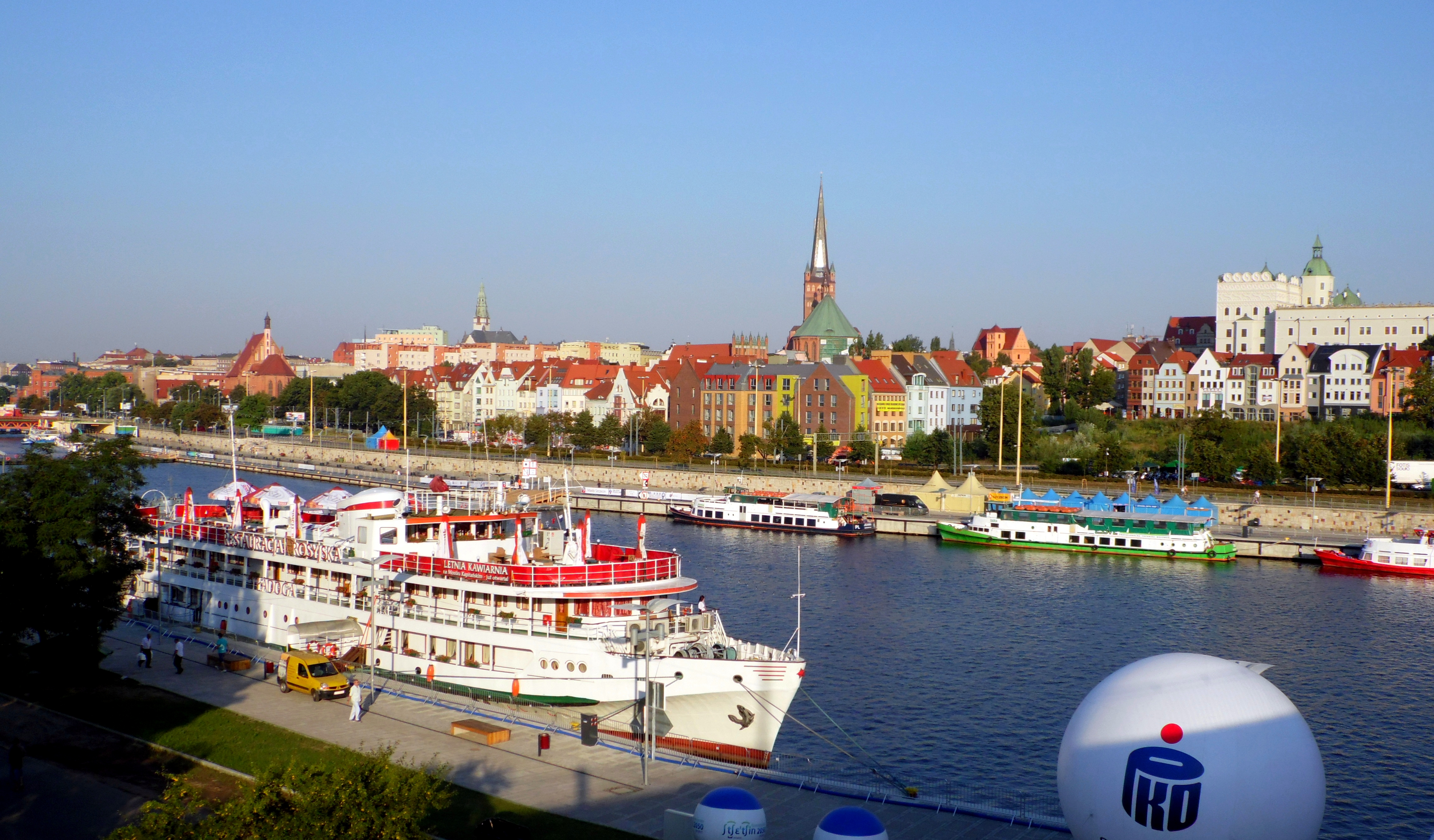
Szczecin.